# RetroEuskal

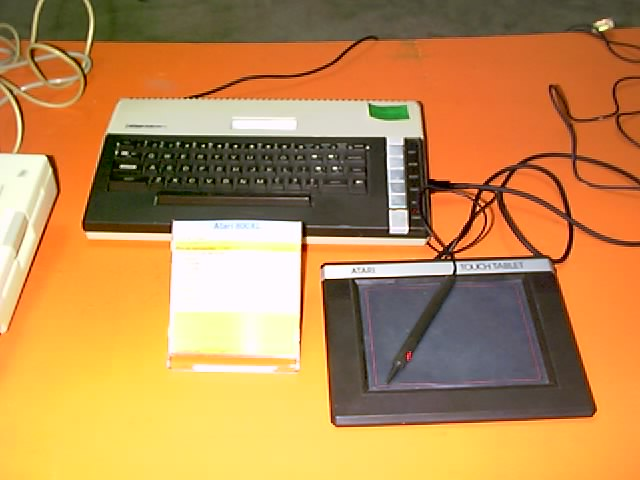
Atari 800XL con tableta gráfica Atari Touch Tablet en el stand de RetroEuskal en la Euskal Encounter 12

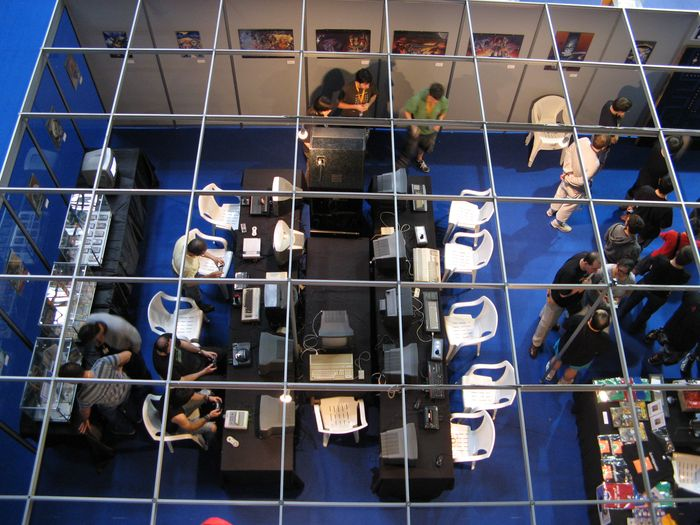
Vista cenital del espacio RetroEuskal 2010

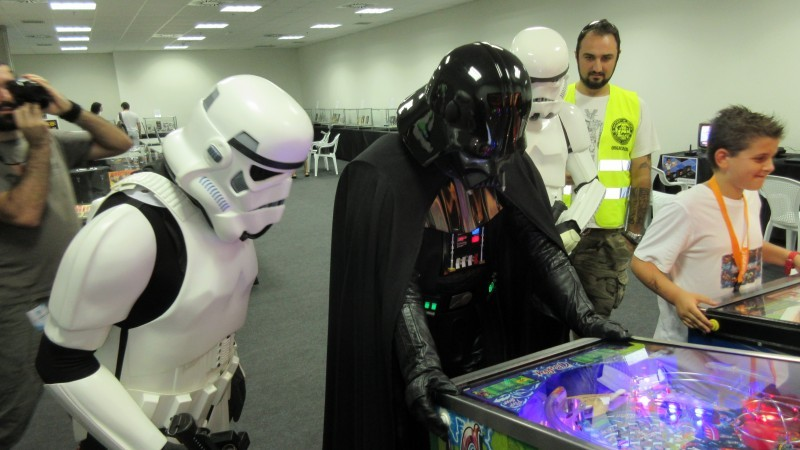
Darth Vader jugando pimball en el juegódromo de RetroEuskal 2015

RetroEuskal es un evento anual de RetroInformática, que desarrolla sus actividades cada mes de julio dentro de la party informática generalista Euskal Encounter (la party más veterana de España, con más de 5.000 asistentes en el 2006). De esta party surgió en el año 2003 el grupo inicial de organización, que hoy en día sigue su andadura independiente aunque con el inestimable apoyo de Euskal Encounter. RetroEuskal es un evento de aficionados para los aficionados, con el doble objetivo que desde sus orígenes mantiene intacto:
- Servir a la comunidad de aficionados de la forma más profesional que los recursos permiten, considerando la gran variedad de formas de sentir y disfrutar nuestra afición común.
- Servir de atractivo escaparate a los nuevos interesados que se acercan con curiosidad a esta forma de sentir la Informática antigua y sus encantadores cacharros.

Un fin de semana largo para disfrutar a elección tanto de lo último como de lo más obsoleto en Informática, en compañía de otros aficionados. Hasta la actualidad RetroEuskal ha desarrollado las siguientes actividades:
- Museo colectivo y organizado
- Juegódromo (máquinas de libre acceso para jugar y experimentar)
- Conferencias y debates con la participación de los expertos de cada tema
- Talleres prácticos varios, con el de reparación de máquinas como actividad permanente
- Retrolimpiadas (torneo de videojuegos... y más)
- Demoescena (proyección en pantalla gigante, y compo de demos en preparación)
- Cena de hermanamiento interplataformas

## Organización
Inicialmente montada como un grupo de amigos (Iñaki Grao, Javier Vispe y Juan Pablo López) que coincidieron con sus viejos equipos en la Euskal (no debemos olvidar que esta nace como Amiga Party, y siempre ha tenido al menos un equipo Commodore Amiga entre los equipos conectados) como el Grupo de interés de RetroInformática en la Euskal Party, acaban creando la asociación RetroAcción, que se encarga de organizar los eventos RetroEuskal y desde 2007 RetroMañía
Desde 2004 cuenta con espacio reservado en la party, que les facilita el almacenamiento del material al ser un evento oficial dentro de la programación de la misma. En 2005 se internaliza la zona de exposición, aunque siempre con acceso libre a los visitantes de la Euskal.

## Repercusiones en los medios
RetroEuskal suele aparecer en los programas que Euskal Irrati Telebista dedica  a las Euskal Encounters, pero además dependiendo del tema y los asistentes consigue espacio propio en prensa. Por ejemplo el homenaje a Alfonso Azpiri o la competición de Pac-Man para intentar batir un récord Guinnes.
En general, todos los blogs y páginas de RetroInformática le dedican entradas anualmente.[cita requerida]